# Mycielin (powiat kaliski)
Mycielin (dawniej Mynzelino, Myczelino, Mycielino, niem. Mützlin) – wieś i sołectwo w Polsce, w województwie wielkopolskim, w powiecie kaliskim, w gminie Mycielin (z siedzibą w Słuszkowie) oraz nazwa dawnego majątku w tej miejscowości. Z liczbą mieszkańców 485 jest czwartą po Kościelcu, Korzeniewie i Przyraniu co do wielkości wsią w Gminie Mycielin. Miejscowość znajduje się w obrębie Filii Urzędu Pocztowego Stawiszyn z siedzibą w Korzeniewie. Publiczne tereny leśne znajdujące się we wsi zarządzane są przez Nadleśnictwo Grodziec. Wierni wyznania rzymskokatolickiego należą do Parafii św. Wojciecha Biskupa w Kościelcu.
Wieś wchodzi w skład sołectwa Mycielin. Aktualnym sołtysem tego sołectwa jest Marian Kleśta. Administracyjnie miejscowość Kazala Nowa stanowi przysiółek wsi.

## Historia

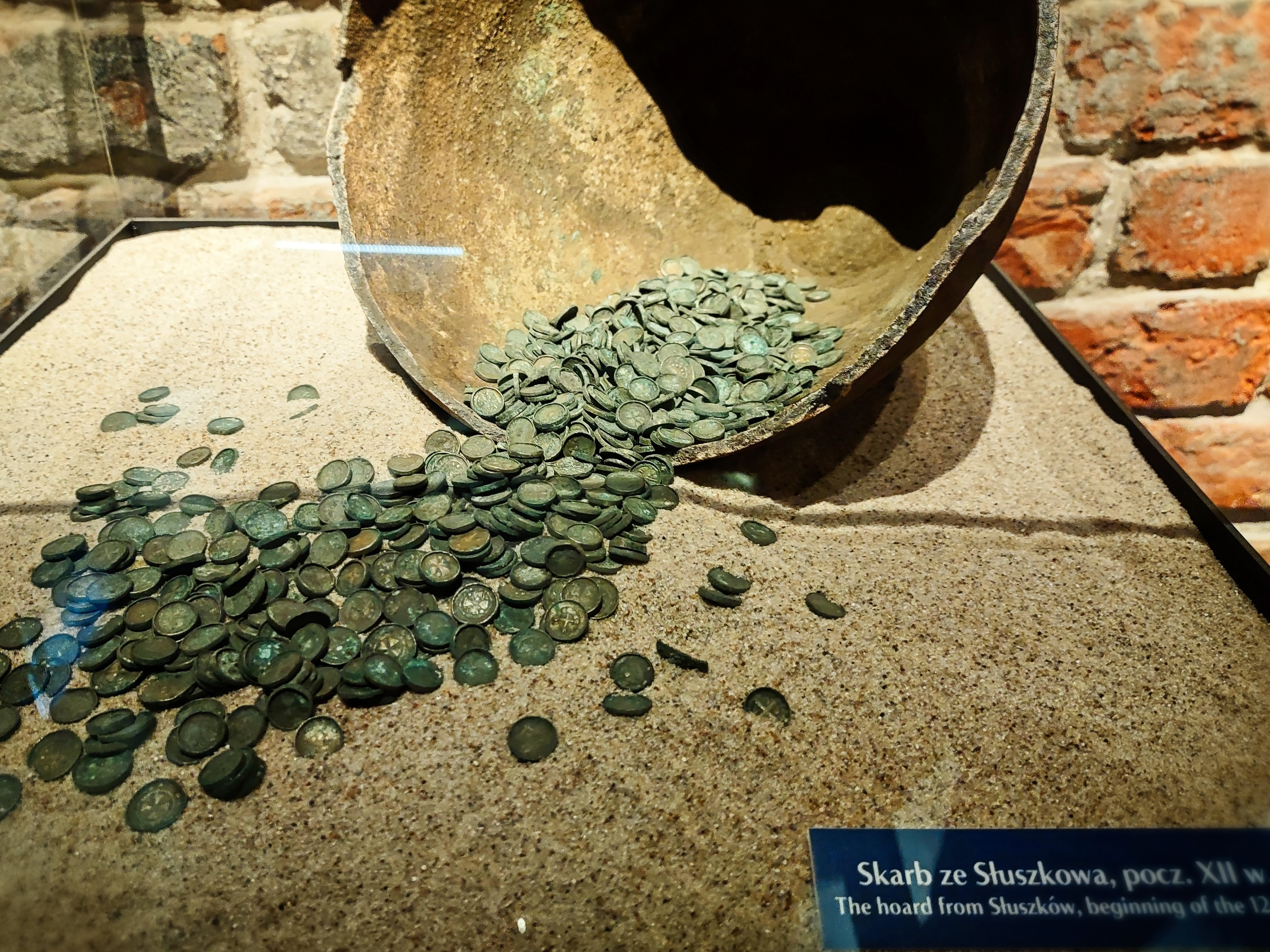
Denary krzyżowe - cześć skarbu ze Słuszkowa, ok. 2 kilometry na południe od Mycielina. Prezentowana od grudnia 2023 do marca 2024 w Zamku Królewskim w Warszawie.

Przed tym jak Mycielin został po raz pierwszy wzmiankowany w obecnie znanych źródłach pisanych, w okolicach zachodziły działania świadczące o aktywności ludzi. Prawdopodobnie z roku ok. 1105 pochodzi skarb hipotetycznie należący do księcia Zbigniewa i składający się z ok. 20 tysięcy denarów krzyżowych oraz biżuterii – zakopany ok. 2 kilometry na południe od Mycielina (odkryty na terenie obecnej wsi Słuszków w latach 1935 i 2020). W pobliskich wsiach powstały dwa kościoły: pierwszy ok. połowy XII wieku kościół w Kościelcu i pod koniec tego samego wieku kościół w Dzierzbinie.

### Historia do rozbiorów Polski
Nazwa wsi została wzmiankowana po raz pierwszy w 1324 roku jako Mynzelino, własność klasztoru cystersów w Lądzie. W tym czasie, wieś znajdowała się na terenie Zjednoczonego Królestwa Polskiego w Wielkopolsce będącej pod panowaniem polskiego króla i wielkopolskiego księcia Władysława Łokietka. Łokietek po koronacji w Krakowie scalił na powrót w jednym państwie Wielkopolskę i Małopolską kończąc w ten sposób epokę rozbicia dzielnicowego, co oznaczało na tym terenie koniec funkcjonowania Księstwa kaliskiego.
Mycielin określany jest jako gniazdo rodowe Mycielskich herbu Dołęga, a nazwa rodu pochodzi od przymiotnika nazwy wsi. Majątek przez ok. 140 lat znanej historii znajdował się w posiadaniu rodu Mycielskich i zmieniał swoich właścicieli, to w wyniku sprzedaży lub przekazania w spadku potomstwu.
W roku 1437 dziedzicami we wsi byli Mikołaj i Florian Mycielscy, a następnie od roku 1457 bracia: Bernard, Florian, Piotr i ksiądz Stanisław. Po śmierci kasztelana biechowskiego Floriana (czyli Tworzyjana) jego część przeszła na synów: Mikołaja, Jana i Wojciecha. Wojciech i Jan ze stryjem księdzem Stanisławem zastawili część Mycielina Wojciechowi Pliszce z Ogorzelczyna, a w roku 1489 sprzedali wyderkafem Mikołajowi Suliborowi z Wielkiego Sulimowa. 5 lat później Jan Mycielski zapisał wieś jako posag swojej żonie pochodzącej z Dobrzyckich. Natomiast jego brat Wojciech w roku 1497 sprzedał wyderkafem swoją połowę Mycielina Janowi Stawskiemu. 10 lat później Jan Mycielski nabył część Mycielina od owdowiałej żony Jana Doroty z Brzostowskich Stawskiej i w ten sposób skupił całą wieś w swoich rękach. Po Janie dobra przejął syn Tomasz, który następnie w roku 1539 zapisał je jako posag żonie Annie Radomickiej. Ich dobra z Mycielinem, Petrykami i Dzierzbinem odziedziczyli synowie: Jan, Piotr, Stanisław i Kasper Mycielscy. Czwórka synów przeprowadziła podział dóbr pomiędzy sobą w roku 1564. Już w tym samym roku Stanisław sprzedał swoją część w formie wyderkafu bratu Janowi, który w roku 1568 oddał ją w zastaw Marcinowi Grzymisławskiemu. Następnie Stanisław w roku 1571 część Mycielina sprzedał Piotrowi Grodzickiemu. Natomiast Jan rok później kupił 4 łany od brata Kaspra.
Ręce rodu Mycielskich majątek opuszcza, gdy Stanisław Mycielski w roku 1574 całe swoje włości mycielskie odstąpił kasztelanowi nakielskiemu Gabrielowi Złotkowskiemu. Po Gabrielu majątek w roku 1579 trafił do Piotra Złotkowskiego. Według rejestru poborów powiatu kaliskiego z 1579 roku Mycielin składał się z 7 łanów kmiecych i 3 zagrodników. Następnie wieś posiadał Andrzej, który w roku 1602 sprzedał Mycielin za 10 000 zł Stanisławowi Tarnowskiem. Następnie kolejną właścicielką została córka Stanisława – Anna z Tarnowskich Sierakowska, która w roku 1629 sprzedała własność za 18 400 złotych cześnikowi poznańskiemu Stanisławowi de Walknowy Kobierzyckiemu herbu Pomian.
Od 1629 Mycielin był własnością Kobierzyckich do przełomu 1728/1729. W latach od 1650 do 1663 wieś posiadał Wojciech, a przed rokiem 1685 przejął ją Jan Stanisław Kobierzycki. Po jego śmierci wieś odziedziczyli synowie. Wacław i Franciszek swoje część sprzedali Kasprowi Gałczyńskiemu odpowiednio w latach 1728 i 1730. Później, co najmniej od 1751 do śmierci ok. 1765 roku posiadaczem majątku był Tomasz. Po nim dobra przejęła owdowiała żona Estera z Radońskich. Po jej śmierci trwały spory między spadkobiercami, a dla ich rozstrzygnięcia powołano w latach 1773–1775 komisję. W 1776 r. Piotr, Onufry i Cyprian Gałczyńscy oddali część wsi w posiadanie Petroneli z Gałczyńskiej-Mleckiej. Już 3 lata później Onufry swój udział sprzedał Maciejowi Łuczyckiemu. Z kolei w roku 1781 syn Macieja Marom nabył dalszą część od wojskiego ostrzeszowskiego Kazimierza Biernackiego, który prawdopodobnie posiadał je po Kazimierzu Gałczyńskim.

### Rozbiory Polski
W wyniku II rozbioru Polski i utracie województwa kaliskiego przez Rzeczpospolitą Obojga Narodów w roku 1793 Mycielin znalazł się na terytorium Królestwa Prus. W tym czasie wieś należała do powiatu kaliskiego będącego wtedy częścią departamentu kaliskiego należącego do Prus Południowych. Następnie, w latach 1907–1915 miejscowość znalazła się wraz z Departamentem kaliskim w Księstwie Warszawskiem – formalnie niepodległym państwie polskim związanym unią personalną z Królestwem Saksonii, a faktycznie terytorium zależnym od Cesarstwa Francuskiego. W wyniku ustaleń Kongresu Wiedeńskiego w roku 1815, Mycielin na ponad 100 lat (do 1917) zmienia przynależność narodową, znajdując się na zachodnim skraju Królestwa Polskiego połączonego unią personalną z Imperium Rosyjskim. W tym czasie miejscowość znajdowała się w województwie kaliskim (od 1816) przemianowanym w 1837 na gubernię kaliską, w powiecie kaliskim, w gminie i parafii Kościelec (według opracowania z roku 1880).
W tym czasie posiadłość znajdująca się w Mycielinie zmieniała kolejnych właścicieli. Podczas gdy w roku 1779 część ziem była w posiadaniu Macieja Łuczyckiego, w roku 1781 syn Macieja Marom nabył dalszą część od wojskiego ostrzeszowskiego Kazimierza Biernackiego, który prawdopodobnie posiadał je po Kazimierzu Gałczyńskim. Z czasem Marcin Łuczycki przejął także po ojcu resztę wsi. Po śmierci Marcina w roku 1817 dobra przypadły Antoninie z Nasiorowskich i Antoniemu Smogorzewskim. Oni 3 lata później kupili drugą połowę Mycielina od spadkobierców po Franciszce z Mleckich Pstrokońskiej i stali się właścicielami całej wsi.
W 1827 roku Mycielin posiadał zabudowę składającą się z 20 domów i 215 mieszkańców. Dobra miały rozległość 2275 mórg gruntów ornych, 506 mórg ogrodów, 174 mórg łąk, 78 mórg pastwisk, 1 morga wody, 790 mórg lasu, 570 mórg zarośli, 156 nieużytków i placów. We wsi znajdowało się 9 budynków murowanych i 18 z drewna.
Od roku 1837, przez następne ponad 100 lat, majątek był w rękach Doruchowskich. Teodor Doruchowski do sąsiedniego majątku w Malanowie sprowadził się w 1824 roku po ślubie z Franciszką z Jaśińskich. Szczególnie bliska przyjaźń łączyła go z Antonim Smogorzewskim, właścicielem pobliskiego Mycielina. W 1837 r. owdowiały Smogorzewski sprzedał swoją część Mycielina Teodorowi, który w ciągu następnych trzech lat odkupił resztę majątku od spadkobierców Antoniny Smogorzewskiej: Józefa Nasiorowskiego, Marianny z Nasiorowskich Iłowieckiej oraz dzieci po Eslerze Iłowieckiej i tym samym stał się samodzielnym właścicielem Mycielina. Według Adama, prawnuka Teodora, po upadku powstania listopadowego majątek Smogorzewskiego popadł w kłopoty finansowe. Wtedy to Doruchowski pożyczył mu dwadzieścia pięć tysięcy złotych polskich. Ostatecznie w zamian za tę pożyczkę Smogorzewski kilka lat później przepisał majątek sąsiadowi.
W 1846 roku (notarialnie w 1850 roku) Feliks Doruchowski objął w administrację Mycielin. Majątek był zadbany i dochodowy z wygodnym dworem. W tamtym czasie powstał park istniejący do dziś. Feliks zamieszkał we dworze wraz z młodą żoną Wandą z Kokczyńskich dziedziczką domu Wielgie w parafii Stolec. Tutaj na świat przyszły również jego dzieci: Teodor, Zofia, Felicja, Zygmunt oraz Stanisław. W czasie powstania styczniowego Feliks aktywnie zaangażował się w prace organizacyjne. W jednej z piwnic na terenie parku urządził skład amunicji i broni, za co został aresztowany i zesłany na Syberię. Z zesłania powrócił w początkach 1864 roku dzięki staraniom żony Wandy, która wykupiła męża z niewoli. Po powrocie zastał zniszczone zabudowania i mocno uszczuplone przez konfiskatę inwentarze. Podobnie jak inni ziemianie w rejonie był stale śledzony i represjonowany. W tym czasie we wsi odbyło się również uwłaszczenia chłopów. Ponieważ relacje dwór-wieś były dobre, uwłaszczenie w Mycielinie odbyło się bez większych zatargów.
Syn Feliksa Teodor po powrocie do kraju z Oxfordu, gdzie ukończył studia na Wydziale Prawa, odbył, pod okiem ojca, praktyki w rodowych dobrach, by od 1883 roku zarządzać nimi samodzielnie. Formalnie Teodor otrzymał dobra mycielińskie w 1888 roku i posiadał je do roku 1921. Zabudowa wsi składała się z 11 domów zamieszkanych przez 206 osób oraz folwarku składającego się z 8 domów zamieszkanych przez 20 osób. Cały majątek obejmował w tym czasie 2275 mórg (1274 ha): las 790 mórg (442 ha), ziemia orna 506 mórg (283 ha), łąki 174 morgi (97 ha), pastwiska 78 mórg (44 ha), pozostałe zarośla 570 mórg (319 ha). W tym czasie na polach stosowano dziewięciopolowy płodozmian. To za czasów Teodora w 1893 roku rozpoczęto intensywną uprawę buraków cukrowych, 9 lat później drenowanie pól. Gospodarstwo wzbogaciło się również o młocarnię parową i siewnik parowy.
W kwietniu 1884 roku Teodor poślubił Zofię z Górskich herbu Pobóg. Za młodu Zofia była uczennicą Henryka Sienkiewicza, który na jednej z warszawskich pensji wykładał język polski oraz historię. Kilkanaście lat później pisarz odwiedził swoją wychowankę i jej męża w Mycielinie. Z małżeństwa tego przyszło na świat siedmioro dzieci. Teodor nie przejawiał wielkich zdolności, ani chęci do prowadzenia gospodarstwa. Zaangażował się w pracę kaliskiego oddziału Towarzystwa Kredytowego Ziemskiego. Po zakończeniu I wojny światowej rodzinne dobra przekazał synom, a sam na stałe osiadł w Warszawie poświęcając się działalności gospodarczej i społecznej.

### W latach I wojny światowej
W początkowej fazie I wojny światowej, w sierpniu 1914 roku w Mycielinie chwilowe schronienie znalazły dziesiątki uciekinierów z Kalisza, w tym prezydent miasta Bronisław Bukowiński. We wrześniu wszyscy opuścili majątek udając się do Warszawy. Po tym wydarzeniu życie rodzinne Doruchowskich unormowało się i Adam uczęszczał na zajęcia. Adam zaangażował się wówczas w działalność Korporacji Akademickiej Aquilonia, której został pierwszym prezesem. Naukę przerwały mu działania wojenne. Coraz młodsze roczniki dostawały bilety powołania do wojska rosyjskiego, czego Adam chciał uniknąć. W tym czasie, w roku 1915 w parku znajdującym się we wsi powstały zabudowania dworskie istniejące do dziś (w miejsce dotychczasowych zabudowań, które uległy zniszczeniu w wyniku pożaru).
W początkach 1916 roku Adam wstąpił z bratem Feliksem do Nikołajewskiej Szkoły Kawalerii w Petersburgu, z której jednak został usunięty ze względu na wadę wzroku (astygmatyzm). Następnie przebywał na Podolu oraz w Mińsku. Po powrocie do domu rodzinnego w 1919 r. podjął na nowo naukę na studiach, które ukończył jednak dopiero w 1925 r. uzyskując dyplom inżyniera rolnika w specjalności hodowla nasienna.
W gospodarstwie kontynuowano uprawę buraków cukrowych i od roku 1912 uprawiono buraki na nasiona. Produkcja zbożna stanowiła kontyngent dla wojska, a jedynie uprawa ziemniaków i warzyw przynosiła dochody. W wyniku działań wojennych z gospodarstwa zarekwirowano 80 koni i 100 krów folwarcznych. Zdaniem właściciela majątku, pod koniec wojny jego stan był bardzo zły: Budynki były opustoszałe. Nie przeprowadzono żadnych remontów ani inwestycji. […] Inwentarz żywy był zdekompletowany i w stanie bardzo słabym. Inwentarz majątku wyglądał następująco: 20 koni, 14 wołów, 60 krów, 60 owiec i jałowizna. Służba posiadała po 1 sztuce bydła (również w złym stanie).
W latach wojny teren wsi zostaje przecięty torami wąskotorowej linii kolejowej biegnącej od Zbierska do Turku zbudowanej przez niemieckie oddziały kolejowe w czasie I wojny światowej w roku 1916. Linia ta łączy teren Mycielina i pobliskich miejscowości ze Zbierskiem, Turkiem, Opatówkiem, Rusowem, a następnie od roku 1918 z Kaliszem. Pod koniec wojny kursowały dwa pociągi pasażerskie do stacji szerokotorowej w Opatówku oraz pociągi towarowe umożliwiające odbiór płodów rolnych: zbóż, ziemniaków i buraków. Ze względu na to, że miejscowość dotychczas była dostępna tylko za pomocą drogi piaszczystej, dzięki przeprowadzeniu linii kolejowej wybito okno na szeroki świat – jak to ujął Adam Doruchowski w swoich wspomnieniach.

### II Rzeczpospolita
W listopadzie 1918 w wyniku odzyskania niepodległości przez Polskę Mycielin znalazł się w granicach II Rzeczypospolitej Polskiej. Przez prawie cały okres dwudziestolecia międzywojennego, od roku 1919 do 1938 miejscowość wraz z powiatem kaliskim przynależała do nowo utworzonego województwa łódzkiego. Następnie z dniem 1 kwietnia 1938 roku powiat kaliski, w skład którego wchodzi Mycielin, zostaje włączony do województwa poznańskiego.
Po zakończeniu I wojny światowej i śmierci Teodora Doruchowskiego w roku 1921 majątek przechodzi do rąk ostatniego właściciela, jego syna Adama, który posiadał go do roku 1939. Niestety dobra zostały poważnie zniszczone przez Niemców w czasie wojny – między innymi spalono dwór i zabudowania gospodarcze. Zmieniając system gospodarowania, a przede wszystkim specjalizację uprawy, nie tylko wydźwignął majątek z upadku, ale uniknął trudności finansowych w kryzysowych latach 1929–1932. Adam w marcu 1920 roku poślubił Michalinę Ciszewska ze Strzeszewskich. Z małżeństwa tego przyszło na świat troje dzieci: synowie Antoni i Tadeusz oraz córka Zofia.
Na ten okres przypada pierwsza działalność oświatowa. W roku 1919 Teodor założył ochronkę dla dzieci pracowników majątku. Zajęcia odbywały się w przydworskim kredensie, w porze letniej i były prowadzone przez córki Teodora i przyszłą synową Michalinę. Obejmowały naukę pisania i czytania oraz śpiewu. Pierwsza czteroklasowa, nieobowiązkowa szkoła podstawowa powstała w 1921 roku i została zlokalizowana w tych samych pomieszczeniach przydworskich. Następnie została przeniesiona do domu rolnika w roku 1923 i funkcjonowała tak do roku 1928, w którym to spaliła się cała wieś i szkoła straciła lokal. Od tego momentu dzieci z Mycielina kontynuowały naukę w pobliskim Korzeniewie lub Kazali Starej.

#### II wojna światowa
We wrześniu 1939, w pierwszych dniach II wojny światowej tereny, na których znajduje się miejscowość zostały zajęte przez niemiecką 30 Dywizję Piechoty. Tym samym wieś znalazła się na terenie okupowanym przez III Rzeszę. Administracyjnie Mycielin (niem. Mützlin) znajdował się w utworzonej rejencji kaliskiej (niem. Regierungsbezirk Kalisch), a następnie od 1940 w rejencji łódzkiej (niem. Regierungsbezirk Litzmannstadt) w ramach utworzonego okręgu Rzeszy o nazwie Kraj Warty (niem. Wartheland).
Jako że Mycielin uznawany był za jeden z najlepszych majątków w swojej klasie, baron Sigmund von Richthofen, niemiecki zarządca majątku w Mycielinie zaproponował dotychczasowemu właścicielowi, Adamowi Doruchowskiemu administrowanie szeregiem okolicznych majątków z centralnym ośrodkiem w Mycielinie. Po odrzuceniu tej propozycji Adam został aresztowany i osadzony w kaliskim więzieniu, a rodzina przeniosła się do Warszawy. 4 września w Mycielinie pojawił się szwadron 27. Pułku Ułanów. Antoni, syn Adama został wcielony przez rotmistrza Zakrzewskiego do wojska i opuścił majątek. Przed zakończeniem wojny majątek został splądrowany przez Sigmunda von Richthofena.

### Polska Rzeczpospolita Ludowa

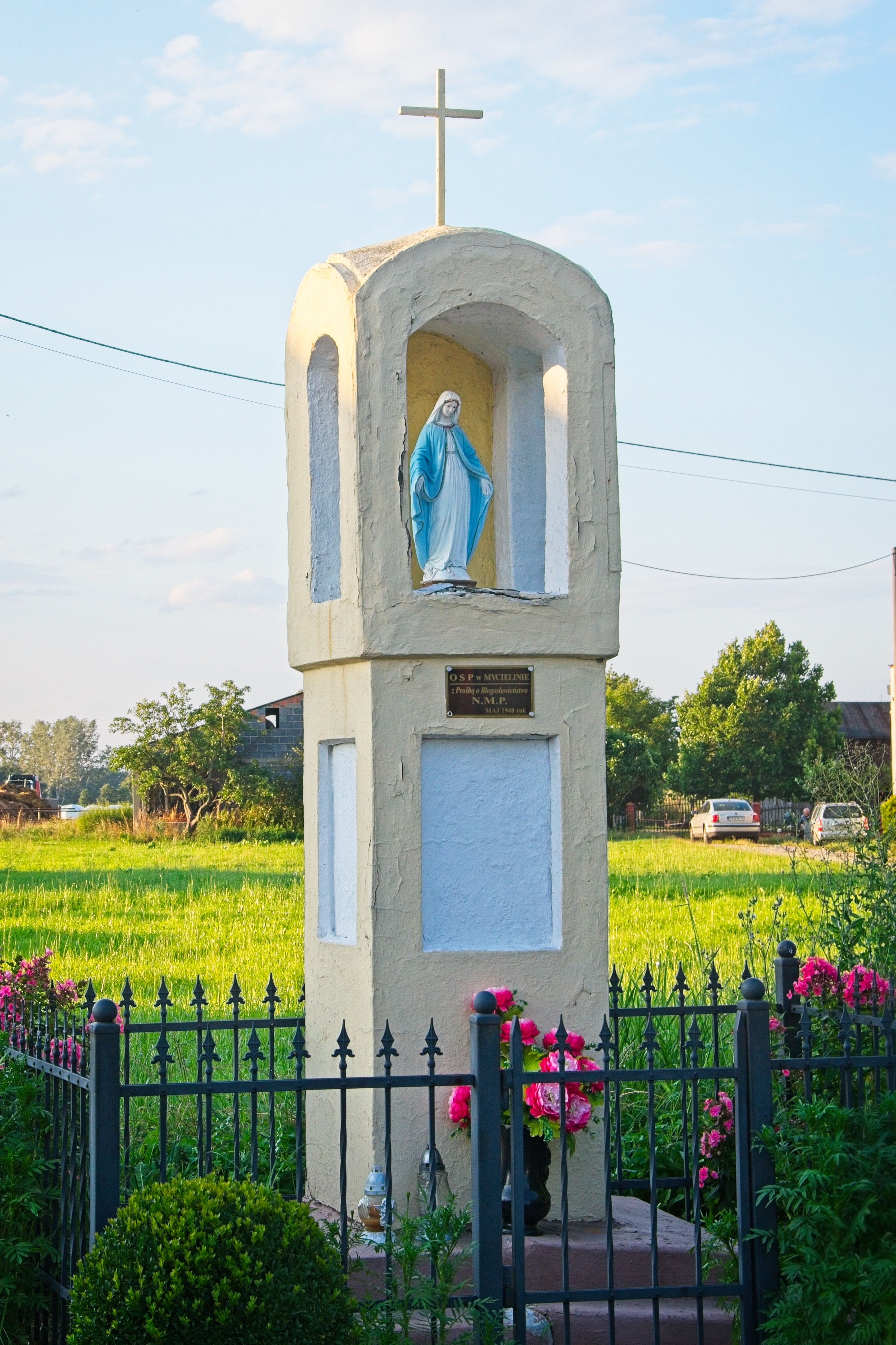
Kaplica N.M.P. z 1948 w Mycielinie - stan obecny.

Po zakończeniu II wojny światowej Mycielin znalazł się na terytorium państwa polskiego (formalnie 22 sierpnia 1944). Na poziomie podstawowym wieś zachowała przynależność administracyjną do gromady Mycielin, Gminy Kościelec z siedzibą w Korzeniewie do 29 września 1954], kiedy to gmina ta została zniesiona wraz z reformą wprowadzającą gromady w miejsce gmin. Od tego dnia na najniższym poziomie podziału terytorialnego Mycielin wszedł do utworzonej gromady Korzeniew (wraz z terenami należącymi dotychczas do gromad Korzeniew, Mycielin, Słuszków, Przyranie i Teodorów), która 1 stycznia 1960 roku zmieniła siedzibę GRN i nazwę na gromada Słuszków. Stan ten zachował się do 1 stycznia 1973, kiedy to utworzono równoważną terytorialnie gminie Kościelec nową gminę Mycielin z siedzibą w Słuszkowie – tym samym wieś stała się miejscowością gminną. Na wyższym poziomie administracyjnym, do reformy administracyjnej w roku 1975 wieś należała do powiatu kaliskiego w województwie poznańskim. Następnie w latach 1975–1998 miejscowość administracyjnie należała do województwa kaliskiego.

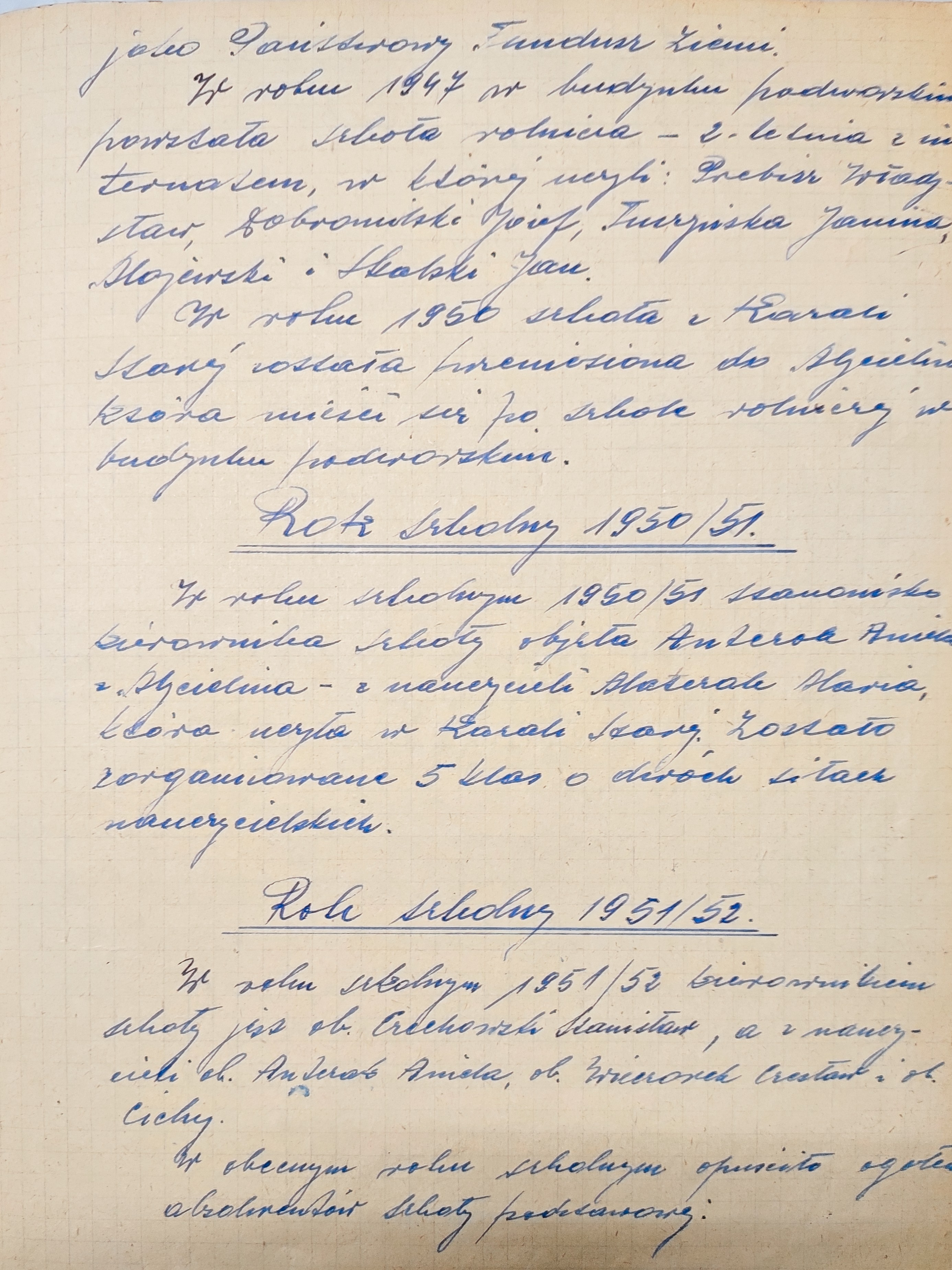
Początki szkoły podstawowej w Mycielinie, lata 1947-52 – fragment kroniki szkoły.

W tym samym czasie, część majątku w Mycielinie została rozparcelowana pomiędzy ludność nierolną i małorolną. Pozostałe grunty oraz zabudowania majątku zostały przejęte przez Państwowy Fundusz Ziemi. To między innymi na tych gruntach w roku 1958 powstały kolonie zabudowy indywidualnej przy drogach w kierunku Słuszkowa i Teodorowa.
Druga powojenna dekada przyniosła rozwój w zakresie komunikacji i elektryfikacji. W październiku roku 1956 została otworzona pierwsza linia komunikacji autobusowej w relacji Kalisz – Mycielin, obsługiwana dwa razy dziennie. 30 kwietnia 1964 wieś została podłączona do zasilania w energię elektryczną oraz sieci radiofonicznej.
Działalność edukacyjna powróciła do miejscowości w roku 1947, gdy w przejętym budynku podworskim powstała dwuletnia szkoła rolnicza z internatem. Następnie w 1950 roku do tej samej lokalizacji została przeniesiona, funkcjonująca od 1886 roku w Kazali Starej, szkoła podstawowa. Stan budynku szkoły jeszcze w roku 1954 był bardzo zły – między innymi w brakowało okien oraz jakichkolwiek wyposażenia sanitarnego. Początkowo nauczanie prowadzone było w pięciu klasach, a następnie w siedmiu. W roku 1962 zabudowania przeszły gruntowny remont i szkoła uzyskała 6 pomieszczeń lekcyjnych. Od roku 1967 szkoła realizowała już program w zakresie ośmiu klas. Dodatkowo od roku 1956 do 1964 funkcjonowała filia szkoły w miejscowości Słuszków.

### III Rzeczpospolita
Ostatecznie, po reformie administracyjnej od 1 stycznia 1999 miejscowość należy do gminy Mycielin, przywróconego powiatu kaliskiego i województwa wielkopolskiego.
W roku 1991 zostaje wstrzymany pasażerski ruch na kolejowej linii wąskotorowej, a następnie w roku 2001 (po 85 latach funkcjonowania) ruch na tej linii zostaje wstrzymany zupełnie. Wtedy to również tory kolejowy przebiegające przez wieś zostały przejęte od PKP przez Stowarzyszenie Kolejowych Przewozów Lokalnych.
W latach 1998–2001 został wybudowany nowy budynek szkolny w południowej części wsi, do którego w całości (oddział zerowy i sześć klas) zostało przeniesione nauczanie z dotychczasowej lokalizacji w budynku podworskim. Z dniem 1 września 2023 r. oddział przedszkolny w Szkole Podstawowej przekształca się w Publiczne Przedszkole Samorządowe i wraz ze Szkołą Podstawową tworzą Zespół Szkolno-Przedszkolny. W dniu 10 lutego 2024 roku potronką szkoły została Irena Sendlerowa (wybrana w głosowaniu w roku 2022).
We wrześniu 2008 roku powstała Młodzieżowa Orkiestra Dęta OSP.
Opuszczony przez szkołę budynek dworu został poddany gruntownemu remontowi w ramach programu opieki nad zabytkami. Nowe przeznaczenie budynku to cele kulturalne. Od roku 2010 budynek stał się siedzibą Biblioteki Publicznej z świetlicą i kawiarnią internetową, a od roku 2025 rozpoczął tam funkcjonowanie Gminny Ośrodek Kultury.

## Geografia

### Położenie

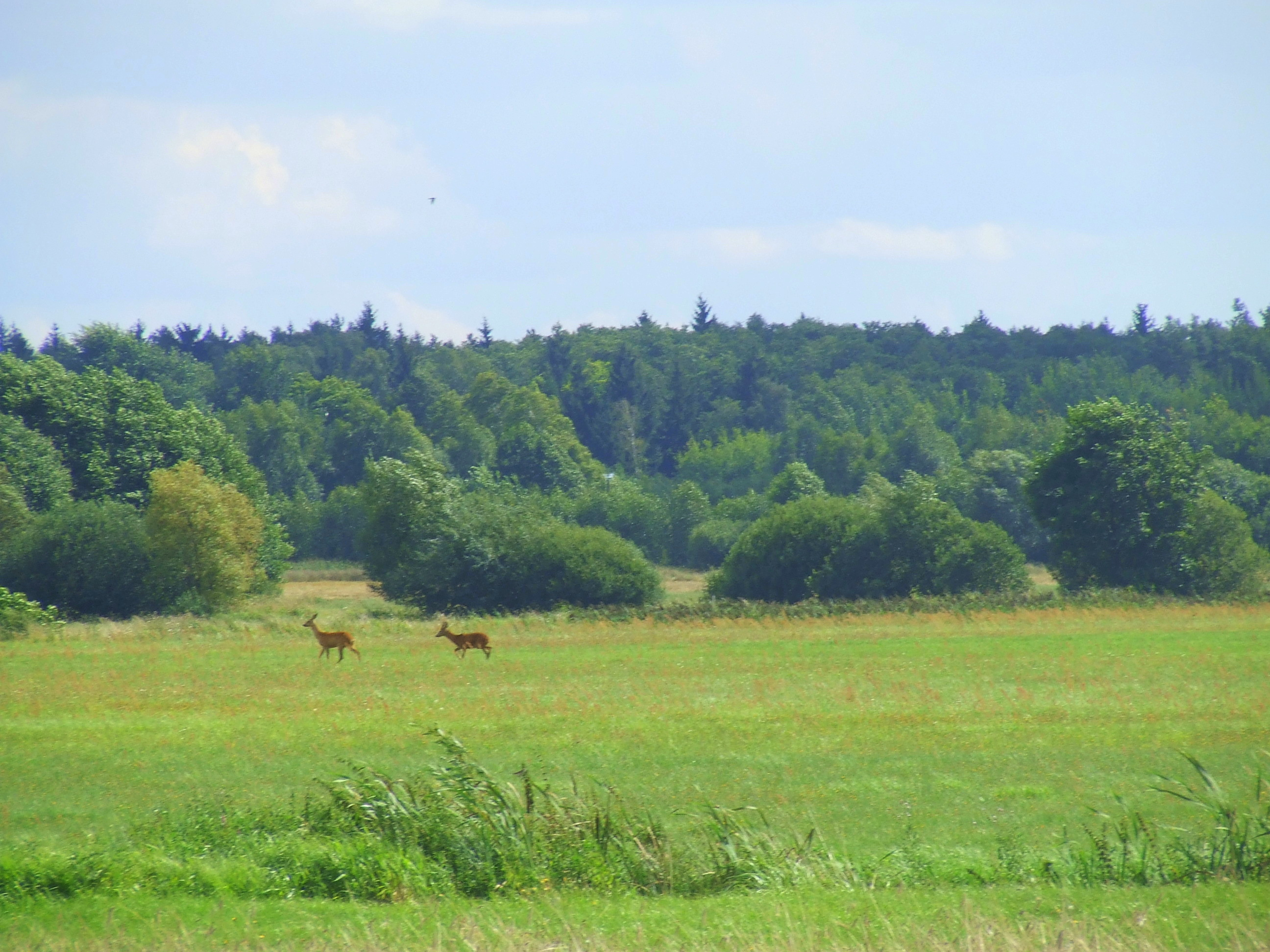
Krajobraz Mycielina w kierunku Kazali Starej. Widoczny skraj lasu otaczającego wieś od strony wschodniej

Wieś Mycielin położona jest na skraju lasów, 2,2 km na północ od Słuszkowa (siedziby Urzędu Gminy), 24 km na północny wschód od Kalisza (stolicy powiatu), 102 km na południowy wschód od Poznania (stolicy województwa), 125 km na północny wschód od Wrocławia i 85 km na północny zachód od Łodzi. Najbliższe miasta znajdujące się w okolicy to: Stawiszyn (9,8 km), Rychwał (14 km), Tuliszków (14,2 km). Bezpośrednio sąsiadujące miejscowości to: Grabek, Kazala Stara, Kazala Nowa, Klotyldów i Korzeniew.

### Rzeźba terenu i grunty
Powierzchnia wsi leży na Nizinie Południowowielkopolskiej, na wschodnim skraju mezoregionu fizycznogeograficznego Równiny Rychwalskiej ograniczonego rzeką Pową oddzielającą Mycielin i Grabek od Kazali Starej. Region ten jest równiną, w środkowej części złożonej z zalegających na glinie zwałowej utworów piaszczystych. Występują tu pola wydmowe i charakterystyczny dla regionu urozmaicony krajobraz przeplatanych lasów, pól wydmowych, łąk i pól uprawnych. Topografia powierzchni miejscowości charakteryzuje się wzniesieniem o wysokości nieco powyżej 132 m n.p.m. w centralnej części miejscowości, łagodnie opadającym do poniżej 117 m n.p.m. na granicy jej terytorium.
Powierzchnia gruntów wykorzystywana jest głównie do uprawy zbóż, ziemniaków, warzyw oraz przeznaczona na łąki, pastwiska i tereny leśne. We wsi przeważają gospodarstwa małe, o słabej bonitacji gleb – V i VI kl.
Tereny leśne należą do leśnictwa Dzierzbin i leżą na wschodnim skraju Nadleśnictwo Grodziec (otoczone od wschodu i południa terenami Nadleśnictwa Kalisz) pod zarządem Regionalnej Dyrekcji Lasów Państwowych w Poznaniu (adres leśny: 09-05-4-12). W klasyfikacji przyrodniczo-leśnej stanowią one część krainy Wielkopolsko-Pomorskiej (kod III), mezoregionu Borów Grodzieckich.

### Transport
Mycielin leży u zbiegu trzech dróg powiatowych: z południa na północ przecina go droga relacji Goliszew – Mycielin – Dzierzbin z numerami do skrzyżowania 4588 i dalej 4583 oraz od zachodu kończy się w nim droga powiatowa nr 4585 relacji Stawiszyn – Stary Kiączyn – Przyranie – Mycielin. W odległości 8 km od miejscowości przebiega droga krajowa nr  łącząca województwa: zachodniopomorskie, pomorskie, kujawsko-pomorskie, wielkopolskie i dolnośląskie – zjazd w miejscowości Zbiersk. Na zachodnim skraju przez teren wsi przebiega, obecnie nieczynna linia Kaliskiej Kolei Dojazdowej z przystankiem Mycielin Kaliski.
Transport publiczny obsługiwany jest przez PKS Kalisz na linii Kalisz – Gadów oraz Kalisz – Przyranie. Miejscowość skomunikowana jest również z Kaliszem linią obsługiwaną przez niezależne przedsiębiorstwo transportowe.

### Turystyka
Miejscowość przecina z kierunku południowo-zachodniego w kierunku północnym zielony szlak rowerowy  o nazwie Bursztynowy Szlak Rowerowy. Trasa szlaku biegnie z Sycowa w woj. dolnośląskim przez Kalisz, Stawiszyn, Mycielin, Konin, Ślesin w woj. wielkopolskim do Przewozu w woj. kujawsko-pomorskim. Wielkopolska część szlaku należy do Wielkopolskiego Systemu Szlaków Rowerowych i nawiązuje do przebiegu dawnego traktu handlowego o tej samej nazwie.

## Ludność i ekonomia

### Ludność
Według danych GUS z 2021 wieś Mycielin zamieszkiwało 485 osób (ok. 10% mieszkańców gminy), z czego ok. 50% stanowiły kobiety i tyle samo mężczyźni. W latach 1998–2021 liczba mieszkańców wzrosła o 1,7%. W roku 2021 57,1% mieszkańców wsi Mycielin było w wieku produkcyjnym, 21% w wieku przedprodukcyjnym, a 21,9% mieszkańców było w wieku poprodukcyjnym (w roku 2011 odpowiednio 65,5%; 19,2% i 15,4%). Oznacza to, że na 100 osób w wieku produkcyjnym przypadało 75,1 osób w wieku nieprodukcyjnym (w roku 2011 wskaźnik wynosił 52,8). Ten wskaźnik obciążenia demograficznego jest więc większy od wskaźnika dla województwa wielkopolskiego oraz większy od wskaźnika obciążenia demograficznego dla całej Polski. Według danych pochodzących z Narodowego Spisu Powszechnego Ludności i Mieszkań w 2002 roku we wsi Mycielin znajdowało się 128 gospodarstw domowych. Wśród nich dominowały gospodarstwa zamieszkałe przez cztery osoby – takich gospodarstw było 38.

### Ekonomia
Wskaźniki dochodów podatkowych w przeliczeniu na jednego mieszkańca gminy, w której znajduje się miejscowość wynosi 947,34 zł. Jest trzecim najniższym wynikiem w województwie wielkopolskim i jest znacznie niższy od wskaźnika dla kraju, wynoszącego 2 246,66 zł.

## Obiekty i instytucje

### Obiekty historyczne
Obiekty historyczne we wsi skupione są w ramach założenia dworskiego, które zajmuje południowo-wschodnią część wsi i położone jest w terenie płaskim, sąsiadującym częściowo z lasem, do którego prowadzi droga przy dawnym podwórzu od szosy do Kościelca. Północną granicę założenia stanowi trakt z Kazali Starej, przy którego skrzyżowaniu z główną ulicą wiejską znajduje się przydrożna kapliczka z 1948 r. Założenie składało się z północnej części rezydencjonalnej i południowej folwarcznej.
- Zespół dworsko-parkowy[62] – park z połowy XIX wieku i zabudowania dworskie z 1915 roku[24]. Zespół wychodzi w układ historycznie ukształtowanego krajobrazu kulturalnego wsi i stanowi ważny element jego układu przestrzennego. Z uwagi na wartości historyczne, artystyczne i przyrodnicze podlega on ochronie prawnej[63] (INSPIRE Id PL.1.9.ZIPOZ.NID_N_30_ZE.49722[64]).
  -  Dwór – zabytkowe zabudowania dworskie z 1915 roku[24] (INSPIRE Id PL.1.9.ZIPOZ.NID_N_30_BK.157066), obecnie po generalnym remoncie w roku 2010 siedziba świetlicy gminnej i Biblioteki Mycielin[63][65]. Budynek neoklasycystyczny pochodzący z roku 1915 i następnie powiększony w 1962 o część aneksu zachodniego. Podpiwniczenie części centralnej obiektu pochodzi z poprzedniego zabudowania dworskiego z drugiej połowy XIX wieku[63]. Budynek ten jest zwrócony fasadą na północ; murowany z cegły, na piwnicach sklepionych odcinkowo, parterowy, z częściowo mieszkalnym poddaszem i szeroką facjatą od południa, nakryty niskim dachem dwuspadowym. Przybudówka zachodnia parterowa, niższa i nakryta dachem pulpitowym[5]. Główne wejście do dworu jest poprzedzone tarasem ze schodami oraz płytkim portykiem wspartym na czterech toskańskich kolumnach, częściowo kanelowanych. Na elewacjach północnej i wschodniej zachowana oryginalna dekoracja architektoniczna w stylu klasycystycznym: bonitowanie, lizeny, płyciny, fryzy i opaski okienne[63].
  -  Park krajobrazowy – zabytkowy park o powierzchni ok. 4 ha, założony ok. połowy XIX i powiększony prawdopodobnie pod koniec XIX wieku o część wschodnią (INSPIRE Id PL.1.9.ZIPOZ.NID_N_30_ZZ.45228). W czasach PRL park został przetrzebiony, częściowo zmieniony na plac zabaw, z boiskiem szkolnym w miejscu dawnego kortu tenisowego[5].
- Zespół folwarczny – zachowała się tylko pozostałość dziedzińca folwarcznego, o silnie przekształconym układzie kompozycyjnym po rozebraniu budynków inwentarskich i gospodarczych w pierzei zachodniej i południowej, a także lokalizacji w jego obrębie remizy strażackiej, bloku mieszkalnego i gmachu szkoły (1999 r.). Jeszcze w latach pięćdziesiątych XX w. składał się z podwórza gospodarczego i kolonii domów robotników majątkowych[5].
- Spichlerz – murowany budynek magazynu zbożowego z ostatniej ćw. XIX wieku, obecnie po gruntownej przebudowie w pierwszym dwudziestoleciu XXI wieku, zaadaptowany na restaurację i hotel. Oryginalny budynek był zwrócony elewacją frontową na północ; murowany z cegły na kamiennej podmurówce, podpiwniczony, piętrowy z magazynowym poddaszem i nakryty wysokim dachem dwuspadowym z okapami. Pobudowany na planie prostokąta, jednotraktowy, szerokofrontowy z nowszą rampą i zadaszeniem od północy. Stropy parteru i piętra drewniane, belkowe, wsparte na podciągach niesionych przez pionowe słupy. Pierwotne elewacje wykonane były z niekrytej cegły, z kamiennym cokołem; urozmaicone prostym gzymsem kordonowym i wieńczącym. Elewacje zostały przecięte otworami okiennymi i drzwiowymi zamkniętymi odcinkowo, a w szczytach półkoliście; wzdłużne pięcioosiowe, a szczytowe trzyosiowe[5].

Obiekty dworu i folwarku
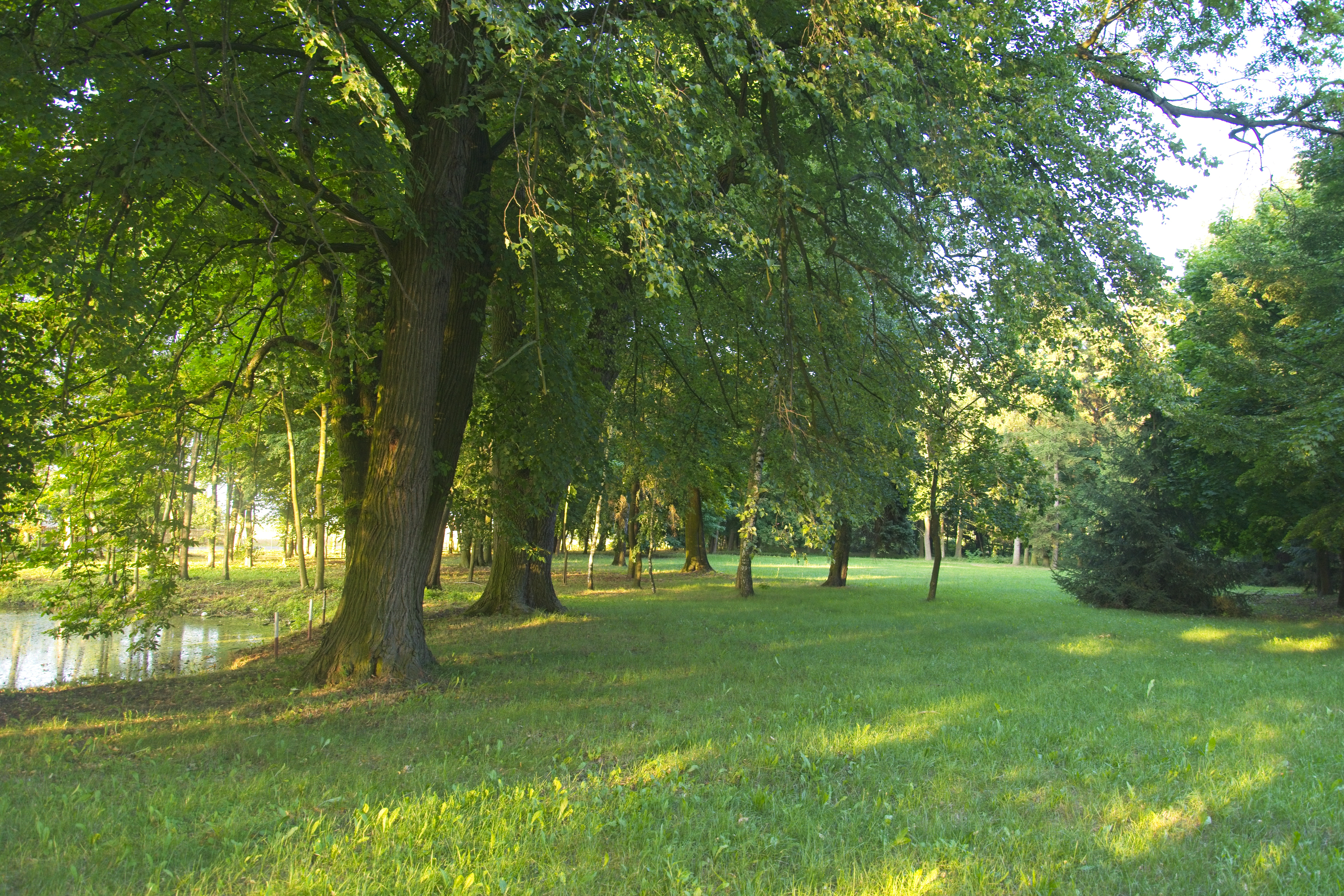
Park w Mycielinie
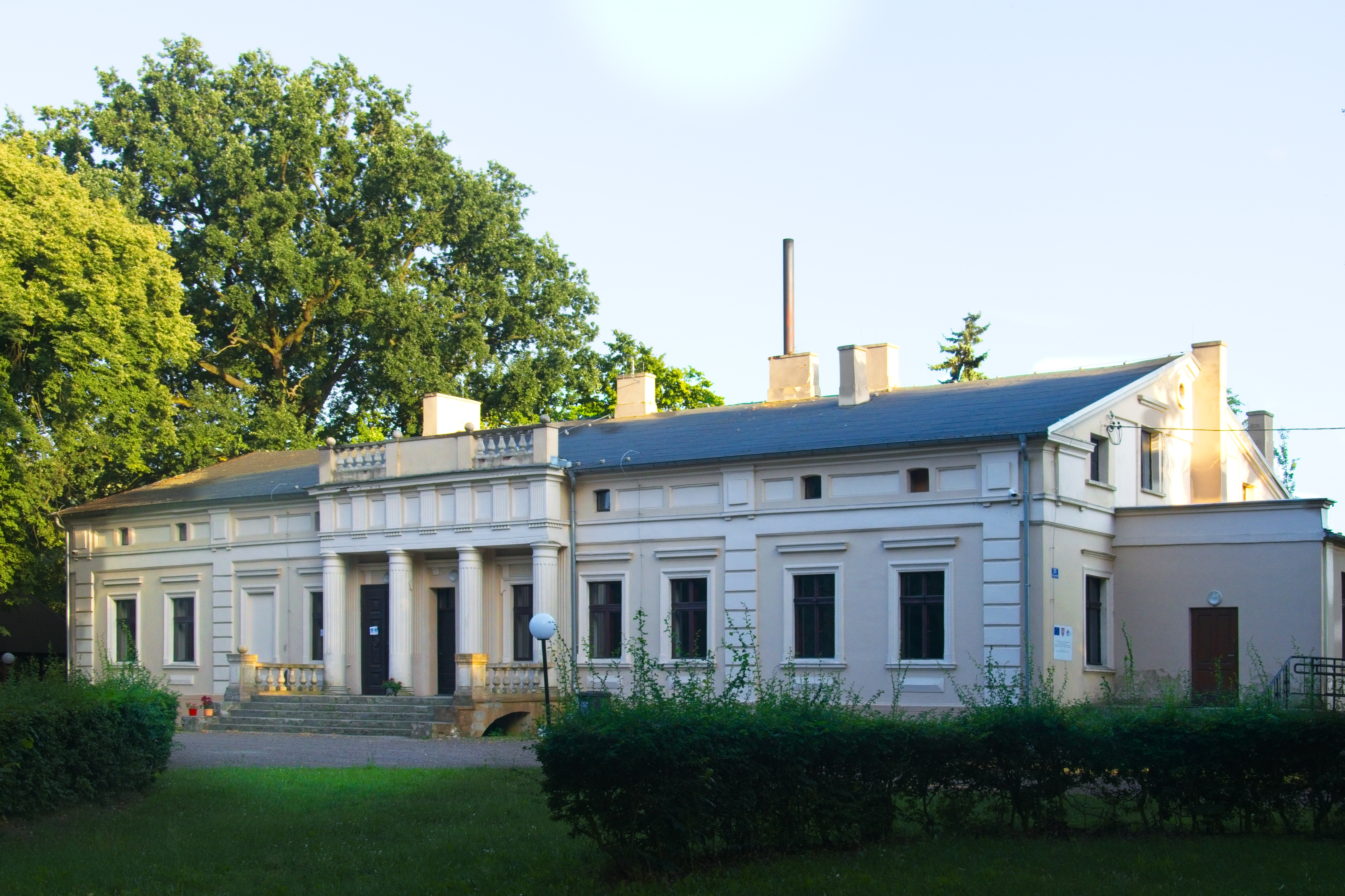
Dwór w Mycielinie
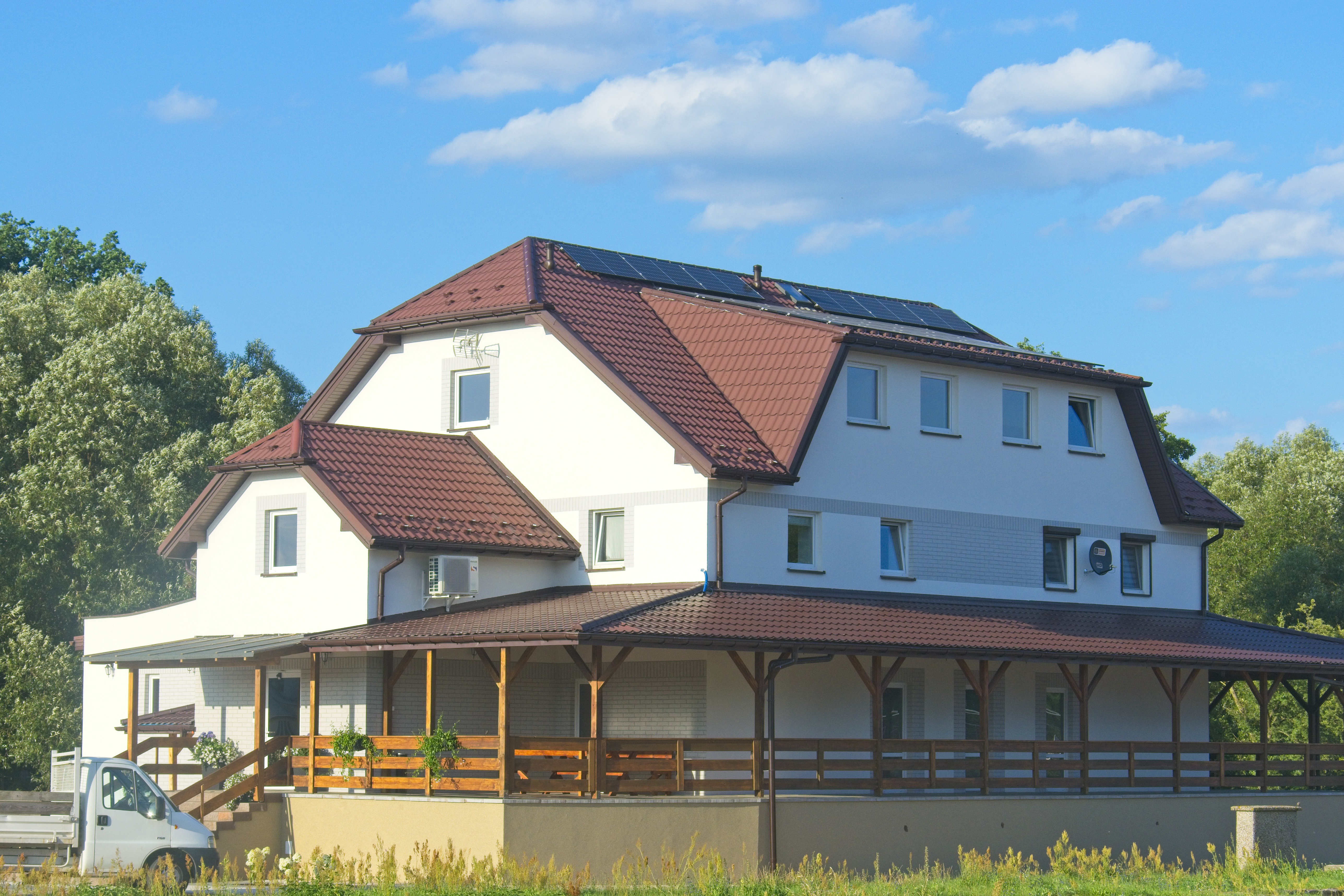
Spichlerz w Mycielinie

### Instytucje
- Kaplica św. Apostołów Piotra i Pawła – kaplica rzymskokatolicka należący do parafii Kościelec Kaliski, św. Wojciecha Biskupa[66],
- Zespół Szkolno-Przedszkolny w Mycielinie[67]
  - Szkoła Podstawowa im. Ireny Sendlerowej w Mycielinie[68] – ośmiooddziałowa szkoła dla dzieci z miejscowości Mycielin, Grabek, Kazala, Klotyldów, Teodorów, Słuszków, w której w roku 2023 uczyło się 102 uczniów[69][48][70],
  - Publiczne Przedszkole Samorządowe - 13 podopiecznych[71],
- Gminny Ośrodek Kultury w Mycielinie[47],
- Biblioteka Mycielin – biblioteka publiczna z księgozbiorem ok. 15 tysięcy pozycji[72][48][70],
- Ochotnicza Straż Pożarna[73]
- Młodzieżowa Orkiestra Dęta działająca przy Ochotniczej Straży Pożarnej[74],
- Ludowy Zespół Sportowy „Wicher”[73] – siedziba zespołu znajduje się w Słuszkowie[75].

Pozostałe obiekty
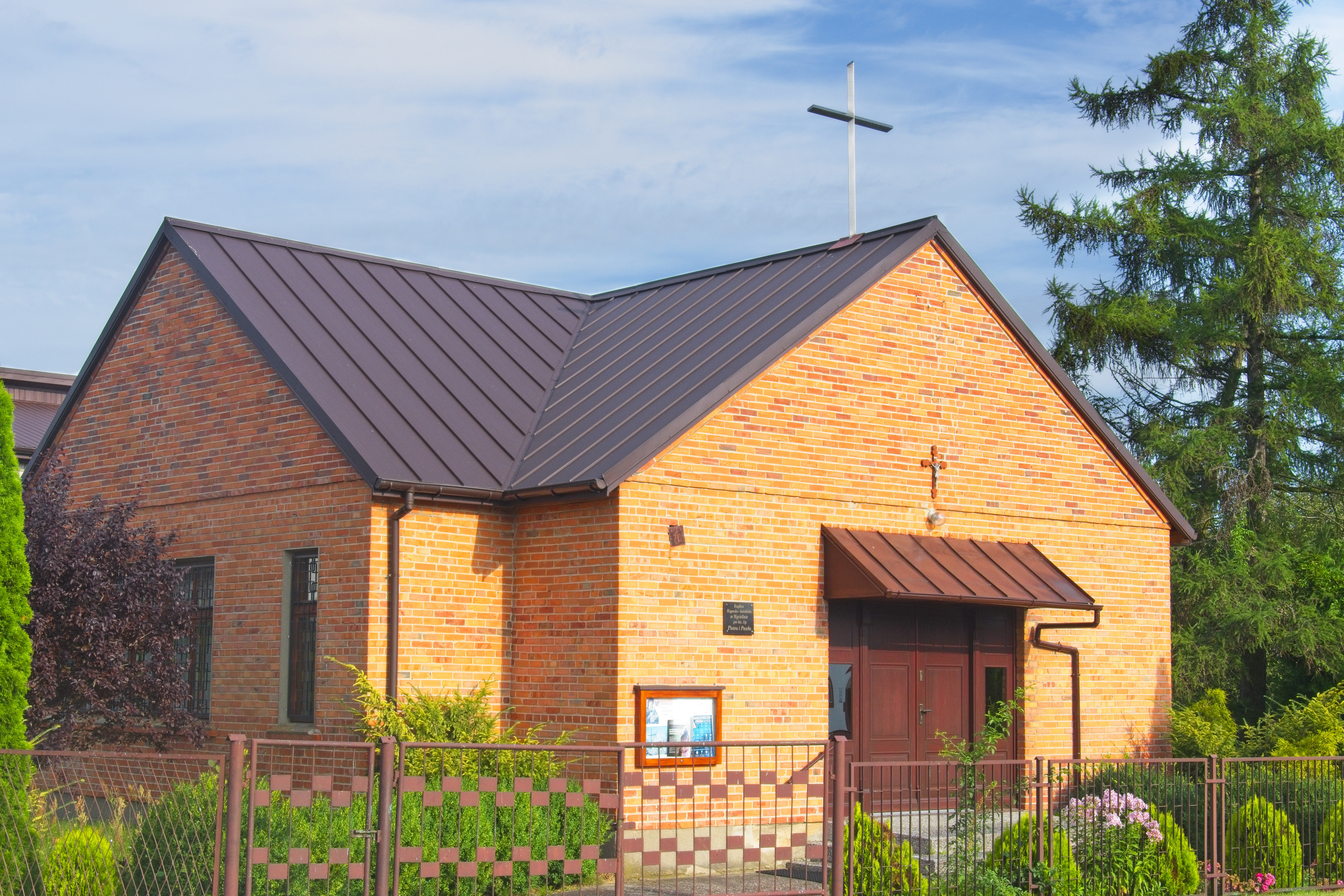
Kaplica św. Apostołów Piotra i Pawła
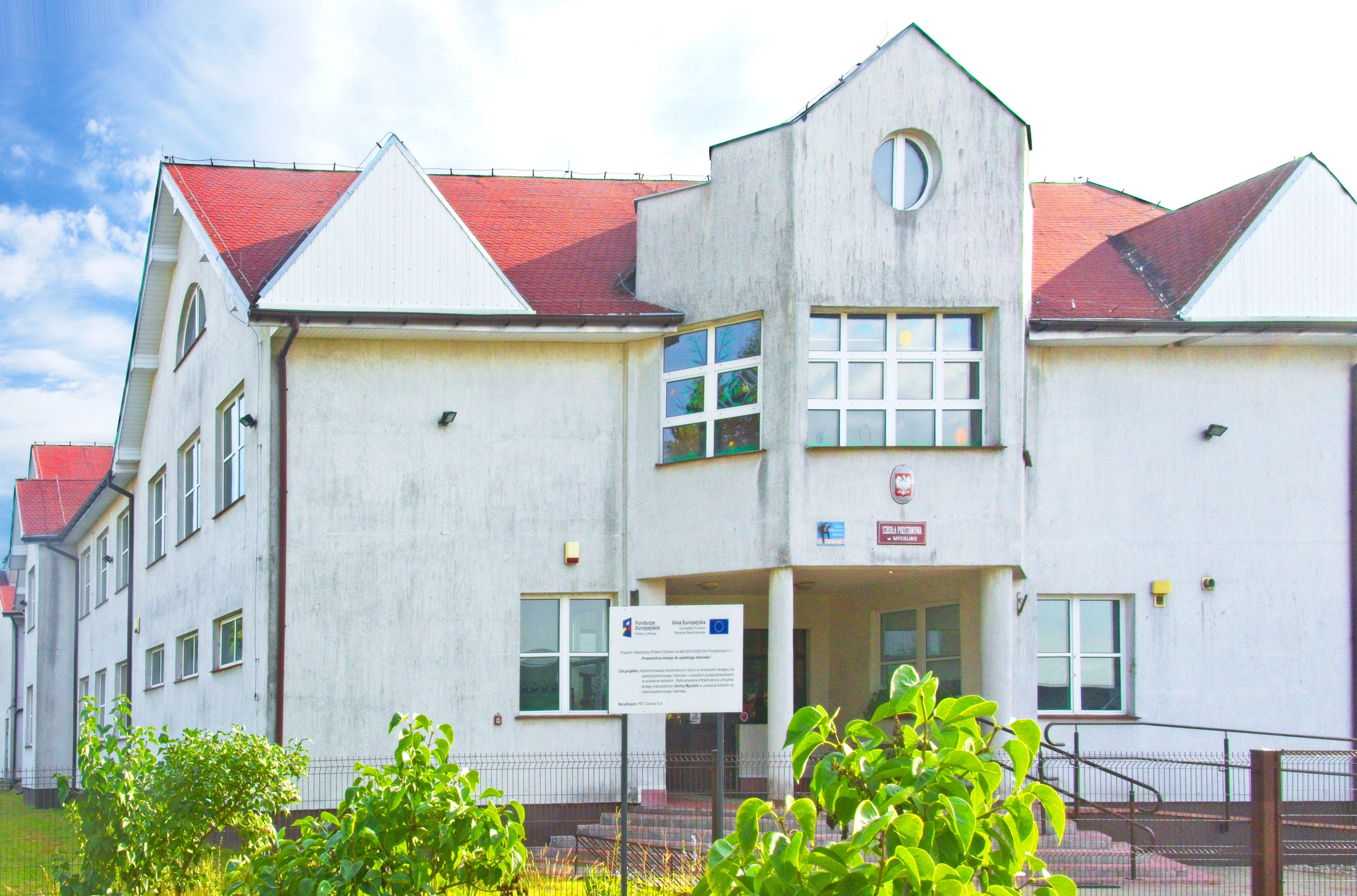
Zespół Szkolno-Przedszkolny w Mycielinie
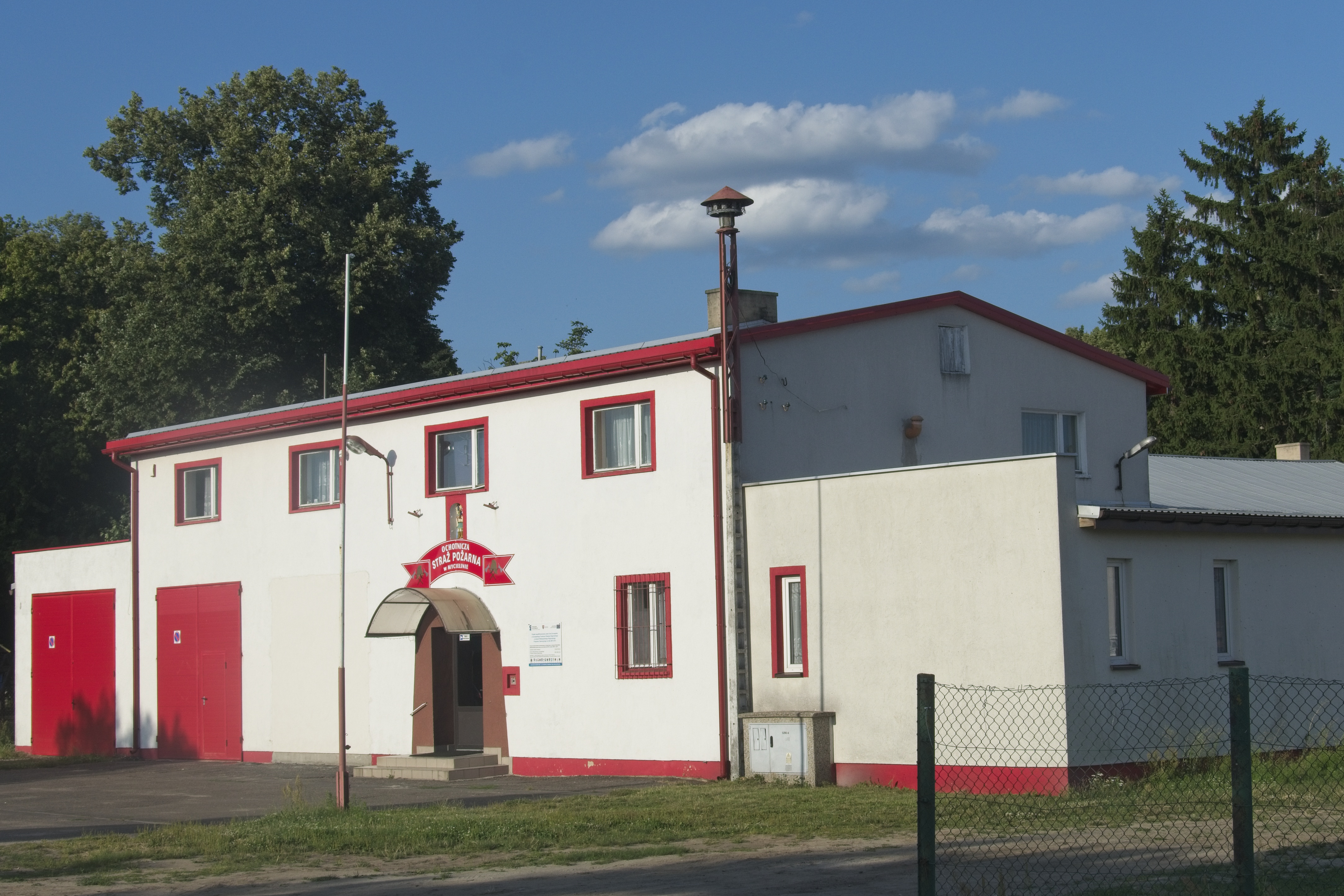
Remiza Ochotniczej Straży Pożarnej w Mycielinie